# Комендантский час
Коменда́нтский час (запретное время) — запрет на свободное передвижение вне места жительства в определённое время суток лицам, не имеющим соответствующего разрешения, с целью установления и поддержания порядка, уменьшения количества жертв во время чрезвычайного положения или в военное время. За соблюдением запрета следят специально выделенные для этой цели подразделения войск или полиции государства.
На территории Российской Федерации (а также некоторых других стран) существует комендантский час в ночное время для лиц младше 18 лет. Несовершеннолетним запрещено находиться в общественных местах с 22:00 до 6:00 (при этом часовые рамки комендантского часа могут отличаться в зависимости от региона). За нарушение комендантского часа во всех субъектах федерации грозит административная ответственность: до 16 лет законным представителям, с 16 до 18 лет — самим несовершеннолетним. Однако лицам, не достигшим 18 лет, разрешается находиться в общественных местах в сопровождении совершеннолетнего родственника или опекуна (на территории РФ).

## История применения

### События, связанные с ГКЧП 1991
20 августа 1991 в Москве лояльным по отношению к ГКЧП генералом Калининым был объявлен комендантский час, в этот же день отменённый.

### Таджикистан, 1992 год
В начале Гражданской войны, в мае 1992 года, в Таджикистане был введён комендантский час, продлившийся несколько лет. Вечером и ночью нельзя было появляться на улице без паспортов.

### «Комендантский час» для детей и подростков
В 2008 году в Краснодарском крае был введён комендантский час для несовершеннолетних. В частности, закон «О мерах по профилактике безнадзорности и правонарушений несовершеннолетних» предусматривает, что дети до 7 лет не могут появляться в общественных местах без сопровождения родителей или законных представителей круглосуточно, а также могут находиться на улице лишь при сопровождении совершеннолетнего родного брата или же сестры, в возрасте от 7 до 16 лет (не включая) — с 23:00 до 06:00. Запрещены «мероприятия, связанные с демонстрацией и оценкой внешности несовершеннолетних», ограничен доступ несовершеннолетних в игровые и питейные заведения. Введены штрафы для должностных лиц.
Введение закона сопровождалось недовольством со стороны населения. Критики этого закона считают, что он нарушает основные права граждан Российской Федерации, гарантированные Конституцией Российской Федерации. Часто сообщалось о вольно чтениях закона на местах. В частности, вызывал вопросы институт «ответственного лица», замещающего родителей и законных представителей.
Однако в 2009 году по инициативе Президента Российской Федерации Дмитрия Медведева Государственная Дума Российской Федерации внесла изменения в Федеральный закон «Об основных гарантиях прав ребёнка в Российской Федерации», которые позволяют региональным парламентам принимать законы, вводящие комендантский час для подростков, самостоятельно определяя при этом возраст несовершеннолетних, в отношении которых вводятся ограничения, а также время действия этих ограничений.
После этого в Москве, Алтайском крае, Кемеровской области и некоторых других регионах страны были введены правила, запрещающие несовершеннолетним находиться в общественных местах без сопровождения родителей или опекунов с 22:00 до 06:00 с 1 ноября по 31 марта и с 23:00 до 06:00 с 1 апреля по 31 октября. В Санкт-Петербурге подобные ограничения по времени действует с 1 сентября по 31 мая и с 1 июня по 31 августа соответственно.
Совершенно аналогичные практики (juvenile curfew) существуют и в США (как правило, устанавливаются местными властями, также применяется запрет на вход в ТРЦ в определённые часы без сопровождения взрослых — mall curfew), и также являются предметом общественного недовольства. В некоторых случаях суды отменяют такие постановления местных властей как противоречащие Kонституции США.

### «Комендантский час» во время проведения Петербургского международного экономического форума
Особый режим в районе, непосредственно прилегающем к месту проведения Международного экономического форума, вводится на период его проведения традиционно. Ограничивается и закрывается движение транспорта, жителей предупреждают об ограничительных мерах, в том числе о необходимости иметь при себе паспорт, чтобы беспрепятственно попасть в район. По данным СМИ, в дни форума гражданам, проживающим вблизи места его проведения, необходимо предъявлять паспорт со штампом о регистрации по месту жительства, чтобы пройти домой.

### Комендантский час в ДНР и ЛНР
В связи с войной на востоке Украины на территории, подконтрольной ДНР и ЛНР, запрещено передвижение с 27 мая 2014 года с 23:00 до 4:00. Снимался по выходным дням (в ЛНР по всем дням) с 1 августа 2021 по 1 февраля 2022. На территории ЛНР действует комендантский час: с 21:00 до 06:00 — на территории Кременского, Сватовского и Троицкого районов, городов Лисичанска, Первомайска, Рубежное, Северодонецка; с 23:00 до 04:00 — на остальной территории ЛНР.

### Комендантский час в Грузии
Запрет на передвижение после 21:00, ограничительные меры были введены с целью сокращения случаев заражения коронавирусной инфекцией нового типа. Невозможно воспользоваться такси и общественным транспортом. Возможно находиться во время с 21:00 до 5:00 исключительно лицам, имеющим временный или постоянный пропуск. Контролируется полицией и за нарушение полагаются штрафы в размере 2000 лари.
С 1 июля 2021 года был отменён на всей территории Грузии.

### Комендантский час на территории Украины
В связи с Вторжением России на территорию Украины (24 февраля 2022), во многих областях Украины впервые со времён Второй мировой войны был введён комендантский час, ограничивающий ночное передвижение гражданских лиц, не имеющих специальных разрешений. Время начала и конца комендантского часа определялось областным советом индивидуально для каждой отдельной области. В Киеве, например, он был введён с 22:00 до 7:00. Во время воздушных тревог гражданским разрешалось переместиться в укрытия. Когда населённые пункты подвергались особо сильным обстрелам или был риск прорыва российских войск на территорию городов, комендантский час продлевался вплоть до нескольких суток, например, с 15 по 17 марта, в Киеве.

## В литературе
- Эдуард Хруцкий «Комендантский час» (1975)